# IBM Personal System/2

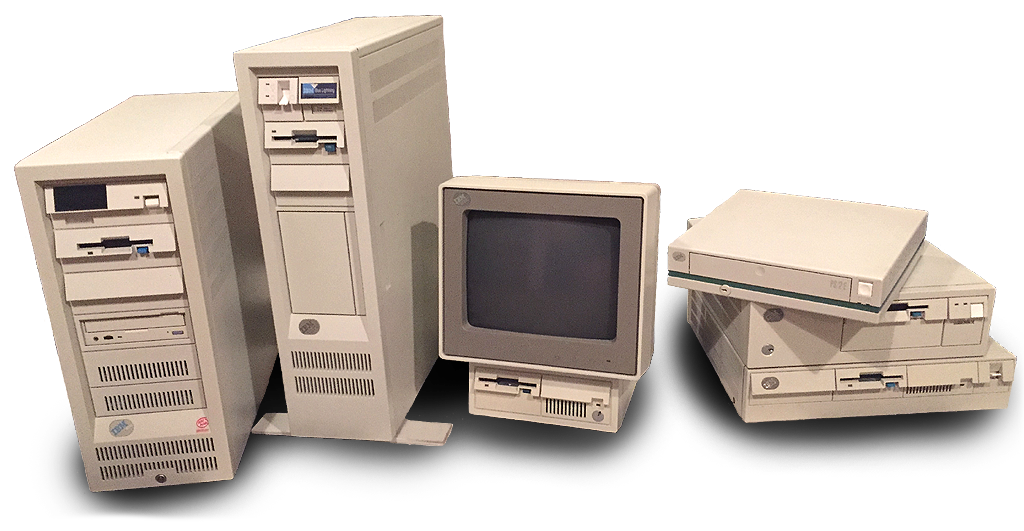
Komputery IBM PS/2

IBM Personal System/2 – kolejna po IBM PC/AT seria komputerów osobistych firmy IBM, wprowadzona na rynek 2 kwietnia 1987, znana także pod nazwą PS/2.
Serię PS/2 stanowiły modele:
- Model 25: procesor Intel 8086 @ 8 MHz, 16-bitowa szyna danych, 512 kB pamięci RAM, 2 stacje dyskietek 3 ½ cala o pojemności 720 kB, port szeregowy, port równoległy, kontroler stacji dyskietek i dysku twardego, wspólna obudowa jednostki centralnej i monitora z 2 gniazdami dla kart rozszerzeń, DOS 3.3.

- Model 30: procesor Intel 8086 @ 8 MHz, 16-bitowa szyna danych, 640 kB pamięci RAM, 2 stacje dyskietek 3 ½ cala o pojemności 720 kB, port szeregowy, port równoległy, kontroler stacji dyskietek i dysku twardego, 3 gniazda dla kart rozszerzeń, wspólna obudowa jednostki centralnej i czarno-białego monitora, DOS 3.3.

- Model 50: model podstawowy; procesor Intel 80286 @ 10 MHz, architektura MCA, 1 MB pamięci RAM, DOS 3.3 lub OS/2, stacja dyskietek 3 ½ cala o pojemności 720 kB, dysk twardy o pojemności 20 MB, port szeregowy, port równoległy, kontroler stacji dyskietek i dysku twardego, 3 gniazda dla niekompatybilnych z PC kart rozszerzeń, karta grafiki VGA, monitor analogowy

- Model 60: procesor Intel 80286 @ 10 MHz, 1 MB pamięci RAM, stacja dyskietek 3 ½ cala o pojemności 1,44 MB, dysk twardy o pojemności 44 do 70 MB, obudowa typu „wieża” z 7 gniazdami dla 16-bitowych kart rozszerzeń, system operacyjny OS/2

- Model 70: procesor Intel 80386 @ 25 MHz, karta graficzna VGA, dysk twardy o pojemności 120 MB

- Model 80: procesor Intel 80386 @ 16 lub 20 MHz, 2 MB pamięci RAM, dysk twardy o pojemności od 44 MB, karta grafiki VGA, obudowa typu „wieża” z 7 gniazdami dla 16-bitowych kart rozszerzeń, system operacyjny OS/2

Wprowadzona w roku 1990 seria komputerów domowych IBM PS/1 była oparta na tradycyjnej architekturze podobnej do IBM PC/AT (komputery PS/1 korzystały m.in. z magistrali ISA zamiast MCA) i poza podobnym nazewnictwem nie mają wiele wspólnego z serią PS/2.
Główną przyczyną klęski była chęć rezygnacji z oparcia się o otwarto-źródłowe rozwiązania. Poboczną – fatalna reklama, skierowana bardziej do użytkowników domowych niż biznesmenów, co powodowało problemy ze sprzedażą komputerów kosztujących wówczas nawet ponad 10.000 $. Błędem był również brak zatok w rozmiarze 5,25″, co utrudniało korzystanie z jednej strony z popularnego wówczas oprogramowania na dyskietkach 5,25″, a z drugiej z nowoczesnych na tamte czasy rozwiązań takich jak CD-ROM. Zatoki te wykorzystywane są nawet dzisiaj, czyli kilkadziesiąt lat później, choćby do nagrywarek Blu-ray. IBM wyciągnął wnioski z tej porażki – nie tylko zrezygnował z odpowiedzialnych za to agencji reklamowych (wydatki wówczas były na poziomie 500 milionów dolarów rocznie, co było największą zmianą dostawców reklam w historii), ale także postanowił zainwestować w społeczność i rozwiązania otwartoźródłowe (ang. open source) tworząc m.in. IBM Linux Technology Center, gdy tylko Linux okazał się drogą współczesnego biznesu i świata komputerów.